# Eulenfelsen

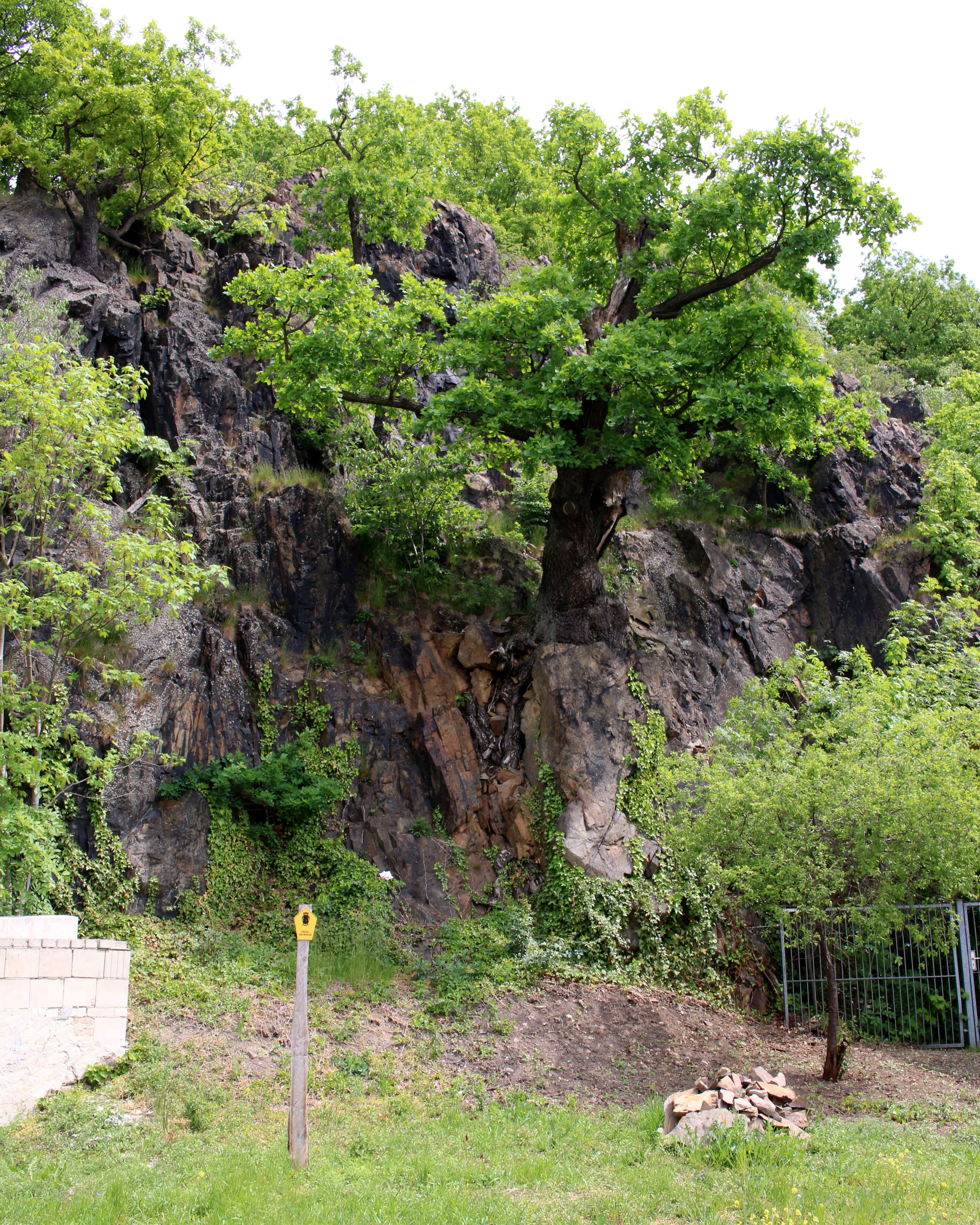
Eulenfelsen mit Eichen

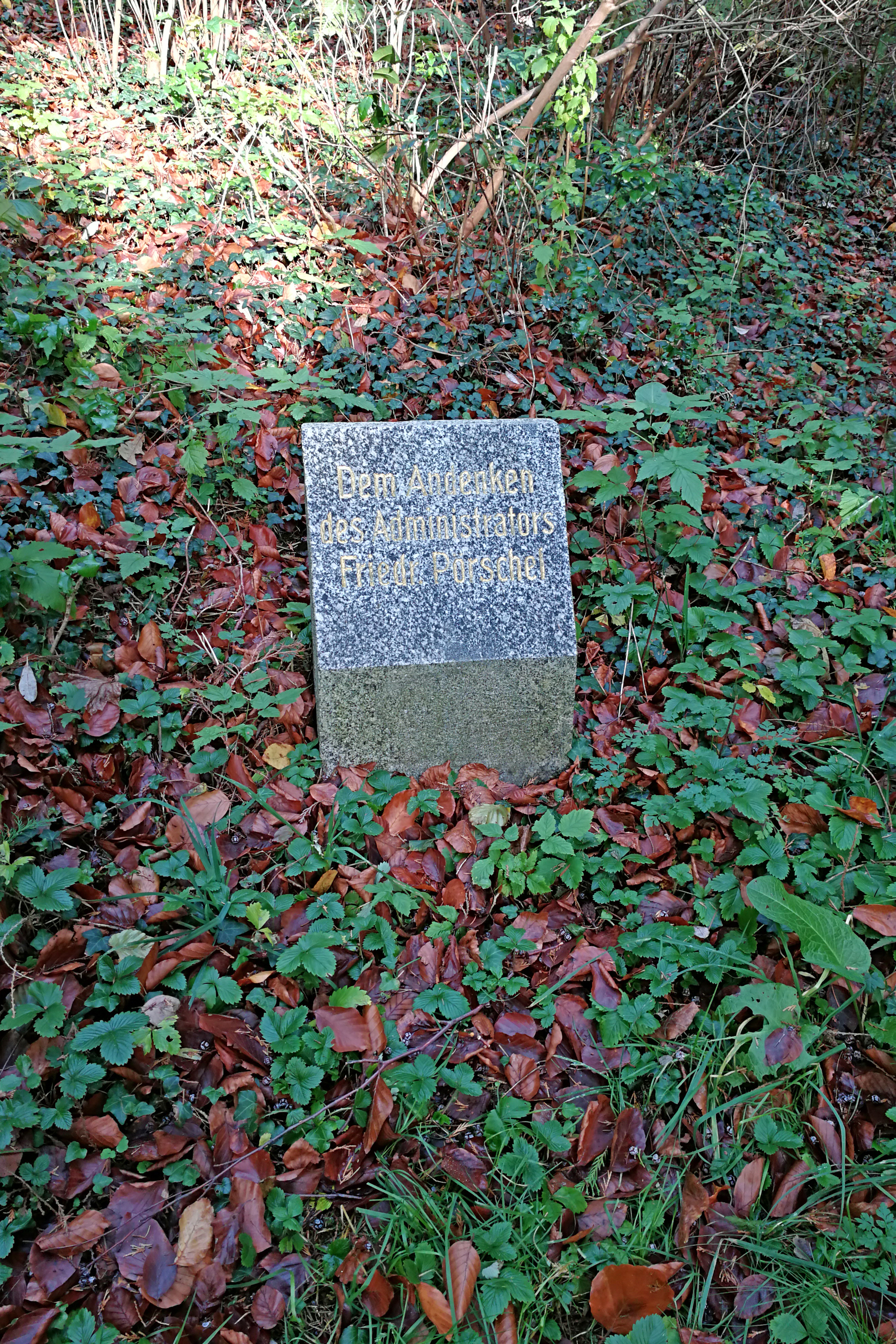
Gedenkstein für Friedrich Gottlob Pörschel auf dem Hutberg (Kamenz)

Der Eulenfelsen ist einer von mehreren geologischen Aufschlüssen im Stadtgebiet und am Rand von Kamenz, die von Grauwacken der Kamenzer Serie gebildet werden und als geologische Naturdenkmale unter Schutz gestellt wurden. Weitere Aufschlüsse befinden sich am Teufelsberg, am Gickelsberg und an der Kuckucksburg. Im Hangaufschluss am Eulenfelsen fällt besonders die Wechsellagerung zwischen körnigen Grauwacken und dichten, schiefrigen Varietäten auf. Mit der Verordnung des Landratsamtes Bautzen zur Festsetzung des Flächennaturdenkmales „Eulenfelsen“ vom 1. Dezember 2011 stehen die Felsen seit dem 15. Februar 2012 als Flächennaturdenkmal unter Schutz.

## Lage, Geologie und Vegetation
Der Eulenfelsen liegt unmittelbar am Bautzener Berg, dessen Massiv einen guten Blick über die Stadt Kamenz, die Breite Straße und die Bautzener Straße ermöglicht. Unterhalb des Felsens befand sich die Furt der Schwarzen Elster, weshalb sich am Felsen einst vermutlich drei Kretschame für Fuhrleute, Wanderer und Pilger befanden. Heute wird das circa 0,59 Hektar große Flächennaturdenkmal unterhalb der Steilwand von Wohnbebauung, Bebauung durch Märkte und Parkplätze begrenzt. Im Osten bilden Gärten die Grenze der Fläche, im Süden der kleine zum Bautzener Berg führende Weg.
Das Felsgebilde befindet sich „inmitten der urbanen Stadtlandschaft“ und soll wegen seiner „landschaftsästhetischen Funktion“, zur „Dokumentation der Geomorphogenese der Landschaft um Kamenz, insbesondere die Grauwacke-Aufschlüsse der Kamenzer Serie“ und ihrer typischen Vegetation, erhalten bleiben. Besonders auffällig ist am Eulenfelsen die Wechsellagerung zwischen körnigen Grauwacken und dichten, schiefrigen Varietäten. Unter Feihaltung der offenen Felsbereiche soll durch eine störungsarme Naturwaldentwicklung aus dem vorhandenen Hainbuchen-Traubeneichenwald ein trockener Eichenwald werden.

## Ostersingen am Eulenfelsen
Am Eulenfelsen wurde jahrzehntelang durch den „Gesangsverein im Eulenberge“ und später durch den „Kamenzer Sängerbund“ das Ostersingen am 1. Osterfeiertag gepflegt.
Der „Gesangsverein im Eulenberge“ wurde am 1. Februar 1842 im Haus des Spitteler Administratoren Pörschel (* 1819), das später dem Spediteur Berger gehörte, gegründet. Damals gehörte der Felsen zum 1903 eingemeindeten Dorf Spittel, obwohl er sich historisch gesehen bereits in der ersten Siedlung von Kamenz, die vor 1225 gegründet wurde, befand.
Der „Kamenzer Sängerbund“, der die Tradition des Ostersingens am Eulenfelsen fortführte, wurde am 12. Februar 1850 durch den „Gesangsverein im Eulenberge“ und andere Kamenzer Gesangsvereine gegründet.